# 台湾风毛菊
台湾风毛菊（学名：Saussurea kanzanensis），即關山青木香，为菊科风毛菊属的植物，是台灣的特有植物。分布在台灣本島，目前尚未由人工引种栽培。